# 山の寺寺院群

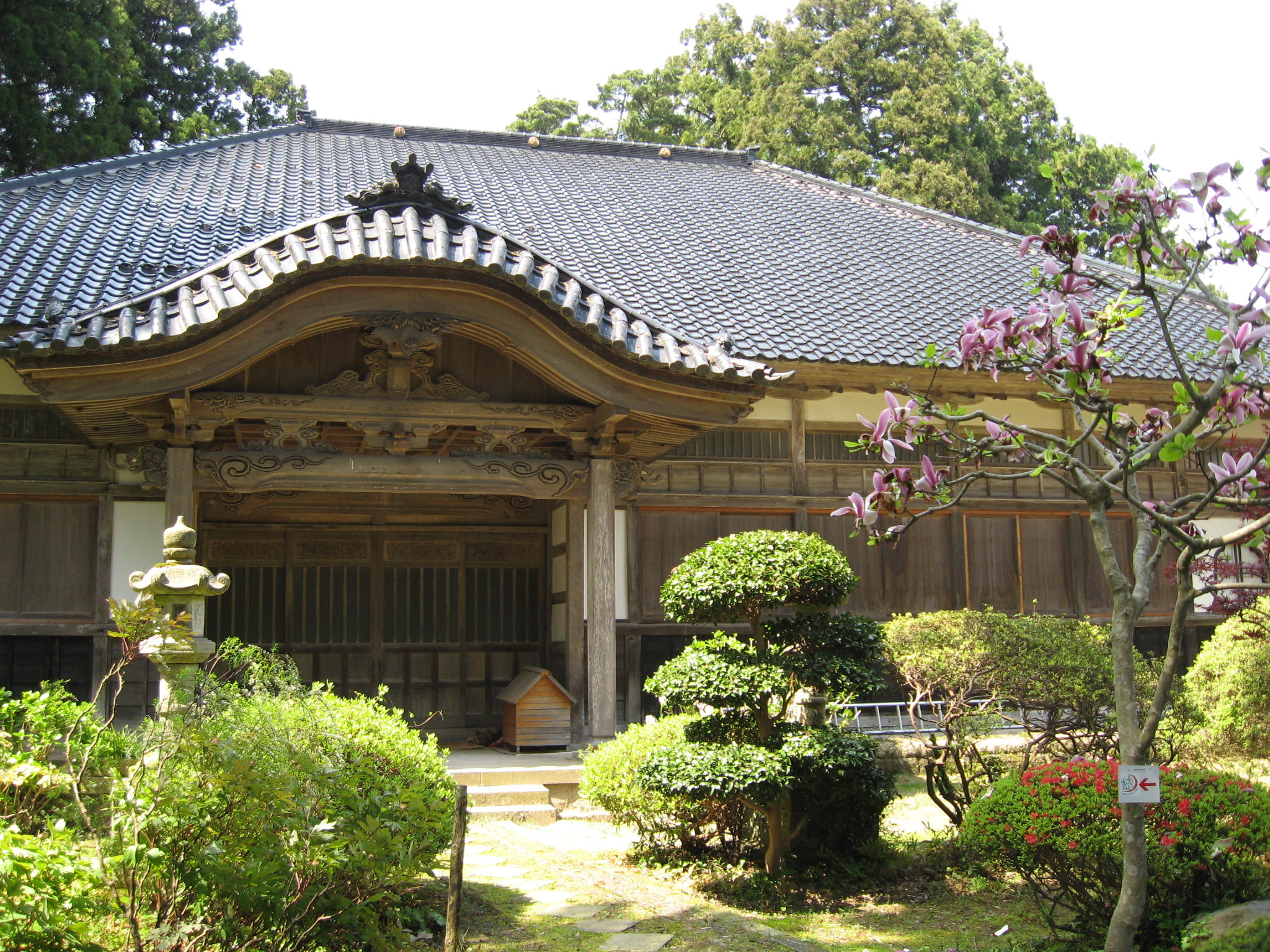
山の寺寺院群の寺院

山の寺寺院群（やまのでらじいんぐん）は、石川県七尾市にある寺院の総称。

## 概要
1581年（天正9年）、前田利家が奥能登地域からの七尾城の防御を目的に、浄土真宗を除く各宗派の寺院を防御陣地として移転配置した。設置当初は29の寺院が存在したが、現存する寺院は16。
寺院間を結ぶ山道は「瞑想の道」と呼ばれ、観光・散策コースとなっている。毎年秋に「山の寺まつり」が開催される。

## 現存する寺院
西念寺（さいねんじ）
浄土宗知恩院末・正覚山　
常通寺（じょうつうじ）
浄土宗知恩院末・攝取山　
宝幢寺（ほうどうじ）
浄土宗知恩院末・無量山　
龍門寺（りゅうもんじ）
曹洞宗總持寺直末・瑞雲山　
徳翁寺（とくおうじ）
曹洞宗總持寺派直末・天満山　
長齢寺（ちょうれいじ）　
曹洞宗總持寺派宝円寺末・休岳山
成蓮寺（じょうれんじ）
日蓮宗・華開山　
本延寺（ほんねんじ）
日蓮宗京都本法寺末・遠壽山　
實相寺（じっそうじ）
日蓮宗本圀寺末・本源山　
印勝寺（いんしょうじ）
法華宗本成寺末・宝泉山　
本行寺（ほんぎょうじ）
本門法華宗妙蓮寺末・揚柳山
長壽寺（ちょうじゅうじ）
日蓮宗立本寺末・久遠山　
恵眼寺（えいげんじ）
曹洞宗總持寺派直末・円通山　
妙圀寺（みょうこくじ）
日蓮宗本圀寺末・法性山　
長興寺（ちょうこうじ）
日蓮宗立本寺旧末・久住山
妙観院（みょうかんいん）
高野山真言宗・小嶋山　

## 交通アクセス
バス
まりん号西回り「山の寺」バス停下車、徒歩3分。
車
七尾駅より10分。駐車場あり。
能越自動車道田鶴浜ICより氷見・七尾市街方面に約15分。七尾城山ICより輪島・和倉温泉方面に約15分。